# Drei Chinesen mit dem Kontrabass (Film)
Drei Chinesen mit dem Kontrabass ist eine Filmkomödie von Klaus Krämer aus dem Jahr 1999, eine Variation über das Thema „die Leiche muss weg“. Das gleichnamige Kinderlied taucht im Film auf und gibt dem Film seinen Namen. Produziert wurde der Film von der neuen deutschen Filmgesellschaft (ndF). Zum Filmstart (16. März 2000) erschien bei Heyne ein Buch zum Film mit Storyboard-Zeichnungen. Im Oktober 2006 ist der Film auf DVD erschienen.

## Handlung
Nach einer mit Freund Max durchzechten Nacht wacht Architekt Paul morgens mit einem totalen Filmriss auf. Er findet seine Verlobte, die Journalistin Gabi, tot im Wohnzimmer und vermutet, dass er sie selbst während seines Blackouts versehentlich (oder im Streit?) getötet haben muss. Tatsächlich war sie aber während eines heftigen Liebesspiels mit ihrem Chef Heribert so auf die Kante einer Kommode gestürzt, dass sie sich dabei das Genick brach.
Paul ruft Max zu Hilfe, sie beschließen: die Leiche muss weg! Der erste Abtransport-Versuch scheitert am aufdringlichen Nachbarn Rüdiger, der die Kommode gerne haben will, in die man Gabis Leiche verstaut hat und die angeblich auf den Sperrmüll soll. Die beiden können Rüdiger gerade noch abwimmeln und kehren mit Kommode und Leiche in die Wohnung zurück. Hier gelingt es Paul in seiner Verzweiflung, Max zu überreden, die Leiche per Mixer und Getreidemühle zu zerkleinern und die Reste dann im Klo zu entsorgen. Während sich Max an die Arbeit macht, bringt Paul Gabis letzten Artikel in Heriberts Büro, um keinen Verdacht aufkommen zu lassen. Heribert ist völlig verwirrt, als Paul ihm Gabis Artikel in die Hand drückt und zurück nach Hause geht.
Stunden später: Max braucht eine Pause und muss mal raus aus der Wohnung, er geht mit Paul zum Dönerstand. Indes versucht Nachbar Rüdiger, der Verdacht geschöpft hat, in Pauls Wohnung einzubrechen, verschafft dabei aber nur unbeabsichtigt Pauls Mutter Cordula Einlass. Diese lässt wiederum Pauls Freundin und Kollegin Rike herein, die schließlich die teilentsorgte Leiche im Bad findet, just als die beiden zurückkommen. Mitgefangen, mitgehangen! Mangels Alternativen steigt Rike mit an Bord des gewagten Entsorgungsmanövers, und so mahlen die drei „Chinesen“ – das Kinderlied trällernd – Gabis Knochen säuberlich in einen Jutesack. Das Mehl verteilt das Trio dann nachts in Berlin, überall dort, wo sich Gabi gerne aufgehalten hat.
Jetzt muss man nur noch Gabis Verschwinden erklären. Trotz heftigem Widerspruch gelingt es Max und Paul, Rike zu einem gewagten Rollenspiel zu überreden: Gabi sollte an diesem Tag ein Interview am Berliner Funkturm führen. Da die Interviewpartner Gabi nicht kennen, soll sich nun Rike als sie ausgeben und während des Treffens verschwinden, damit Gabis letzte Sichtung nicht mit Paul in Verbindung gebracht werden kann. Unplanmäßig taucht auf einmal Heribert auf, der seinerseits denkt, Gabi habe den Sturz überlebt, und der sich bei ihr entschuldigen will. Er verpasst Rike, sieht sie nur von weitem und folgt ihr per Taxi bis in Pauls Wohnung.
Dort treffen nun alle zusammen: Paul, Max, Rike als falsche Gabi, Heribert, Pauls Mutter Cordula und Nachbar Rüdiger. Von Heribert erfahren sie, was sich tatsächlich zugetragen hat. Heribert bietet Schweigegeld, als er aber erfährt, dass die Leiche bereits entsorgt ist, ist er aus dem Schneider: Paul wird ihn sicher nicht anzeigen! Nachbar Rüdiger aber, der die wahren Verantwortlichen im Gefängnis sehen will, kann bezeugen, dass er Heribert an Gabis Todestag im Treppenhaus gesehen hat. Der eben noch triumphierende Heribert versucht kleinlaut zu erklären, das ganze sei nur ein Unfall gewesen und rekonstruiert ihn mit Hilfe des Nachbarn als Gabi. Das gelingt ihm so gut, dass Heribert gegen die Kommode schlägt und sofort tot ist! Ist Rüdiger unschuldig oder nicht?
In der letzten Szene bringen die „3 Chinesen“ Paul, Max und Rike der Nachbarin, die sich tags zuvor über den nächtlichen Lärm der Getreidemühle beklagt hatte, ein paar versöhnende Donuts vorbei. Dabei kündigen sie an, sie würden in der nächsten Nacht wieder „backen“ müssen …

## Auszeichnungen
- Studio Hamburg Nachwuchspreis 1999
- Goldener Biber 1999 (Publikumspreis des Filmfests Biberach)
- Deutscher Filmpreis 2000 für Edgar Selge als bester Nebendarsteller